# رامون مارسال
رامون مارسال (انگلیسی: Ramón Marsal; ۱۲ دسامبر ۱۹۳۴ – ۲۲ ژانویهٔ ۲۰۰۷) بازیکن فوتبال اهل اسپانیا بود.
از باشگاه‌هایی که در آن بازی کرده‌است می‌توان به باشگاه فوتبال هرکولس، باشگاه فوتبال رئال مورسیا، باشگاه فوتبال رئال مادرید، باشگاه فوتبال لوانته، و باشگاه فوتبال رئال مادرید کاستیا اشاره کرد.